# Anders Andersson i Grästorp
Anders Andersson (i riksdagen kallad Andersson i Grästorp), född 6 augusti 1780 i Tengene socken, död 10 juni 1839 i Tengene socken, var en svensk riksdagsman i bondeståndet.
Andersson företrädde Barne, Åse, Viste och Kållands härad av Skaraborgs län vid riksdagarna 1823 och 1828–1830.
Vid 1823 års riksdag var han ledamot i allmänna besvärs- och ekonomiutskottet, suppleant i förstärkta statsutskottet och ledamot i förstärkta statsutskottet och förstärkta bankoutskottet. Vid 1828–1830 års riksdag var han ledamot i bevillningsutskottet.